# إيركو دي إتش 9 إيه
إيركو دي إتش 9 إيه (بالإنجليزية: Airco DH.9A) هي قاذفة قنابل أنتجت في بريطانيا. من صناعة إيركو. كانت تستخدم بشكل أساسي من قبل سلاح الجو الملكي. كان أول طيران لها في 1918. دخلت الخدمة في 1918، انتهت خدمتها في 1931. صنع منها 1,997 طائرة.